# Wait for Me
Wait for Me é uma canção da banda americana de  Indie Rock Kings of Leon. A canção foi lançada no Reino Unido em 06 de agosto de 2013, como o segundo single de seu sexto álbum de estúdio Mechanical Bull (2013). No domingo, 11 de agosto, ele estreou no número 31 na UK Singles Chart.

## Lista de Músicas
- Download Digital

1. "Wait for Me" – 3:29

- Viníl 7

1. "Wait for Me" – 3:29
2. "Don't Matter" (Live) – 3:00

## Gráficos semanais
| Gráfico (2013–14)                                       | Pico posição |
| ------------------------------------------------------- | ------------ |
| Áustria (Ö3 Austria Top 75)                             | 29           |
| Bélgica (Ultratip Bubbling Under de Flandres)           | 5            |
| Canadá (Billboard Rock)                                 | 34           |
| Irlanda (IRMA)                                          | 18           |
| Países Baixos (Single Top 100)                          | 47           |
| Escócia (Scottish Singles Chart)                        | 22           |
| Suíça (Schweizer Hitparade)                             | 39           |
| Reino Unido (UK Singles Chart)                          | 31           |
| Estados Unidos (Bubbling Under Hot 100 Singles)         | 1            |
| Estados Unidos (Billboard Hot Rock & Alternative Songs) | 14           |
| Estados Unidos (Billboard Rock Airplay)                 | 15           |
| Estados Unidos (Billboard Adult Alternative Songs)      | 17           |
| Estados Unidos (Billboard Alternative Airplay)          | 10           |
| Estados Unidos (Billboard Mainstream Rock)              | 31           |

### Gráfico de fim de ano
| Gráfico (2014)                   | Posição |
| -------------------------------- | ------- |
| US Alternative Songs (Billboard) | 37      |

## Histórico de lançamento
| Região         | Data                    | Formato                       | Gravadora   |
| -------------- | ----------------------- | ----------------------------- | ----------- |
| Reino Unido    | 6 de Agosto de 2013     | Digital download              | RCA Records |
| Estados Unidos | 17 de Fevereiro de 2014 | Modern rock radio             | RCA Records |
| Estados Unidos | 31 de Março de 2014     | Adult album alternative radio | RCA Records |